# Jimmy McRae
James Steele McRae, también conocido como Jimmy McRae (Lanark, Escocia, 28 de octubre de 1943) es un piloto de rally, participante en competencias de autos históricos. Es padre de los pilotos mundialistas Alister McRae y del difunto Campeón del Mundo de 1995, Colin McRae. En paralelo a su carrera como piloto, McRae tuvo un negocio de plomería en su tierra natal.

## Trayectoria
McRae fue muy exitoso en el Campeonato Británico de Rally, ganando el título en 5 ocasiones en 1981, 1982, 1984, 1987 y 1988. Adicionalmente también ganó el Campeonato Irlandés de Asfalto en 1980 y 1981, así como el Circuito de Irlanda en siete ocasiones.
Participó en el Campeonato Europeo de Rally en 1982 y en el Campeonato Mundial de Rally alcanzó el lugar 15 absoluto en 1983.
A lo largo de su carrera, McRae ha conducido para diferentes equipos, alcanzando el pináculo de su carrera con el equipo Rothmans Rally Team, conduciendo un Opel Manta 400. Durante su tiempo en el equipo, sus compañeros fueron Ari Vatanen, Walter Röhrl y Henri Toivonen. Posteriormente, cambió su auto a un MG Metro 6R4.
En 1986, con el inicio de la carrera deportiva en el rallismo de su hijo Colin, Jimmy McRae fundó el equipo McRae Motorsport, el cual se convertiría, sin que él lo preeviera, en administrador de las carreras de sus dos hijos, así como de Kris Meeke y de él mismo.
Aunque se halla casi totalmente retirado del automovilismo de competición, McRae participa regularmente en competiciones de rally de autos tanto históricos (o clásicos) como modernos, de la Gran Bretaña e Irlanda principalmente, aunque también ha participado en rallies fuera de ellas.  En 2006 ganó el Rally Roger Albert Clark en un Ford Escort Mark 2, patrocinado por Stobart Motorsport.
En diciembre de 2012 fue galardonado con el premio Autosport Gregor Grant como reconocimiento a su trayectoria en el automovilismo. El premio le fue entregado por el jefe de M-Sport, Malcolm Wilson y lo recibió conjuntamente con Sebastien Loeb.
En 2013 participará en el RAC Rally Championship con el equipo Jardine Lloyd Thompson (JLT) Rally Team, con quien ha participado en diferentes competencias desde 2003.